# アフメド・アブドラ・モハメド・サンビ
アフメド・アブドラ・モハメド・サンビ(フランス語: Ahmed Abdallah Mohamed Sambi, 1958年6月5日 - )は、コモロの宗教家、政治家。2006年から2011年まで同国大統領を務めた。

## 人物
コモロ諸島のアンジュアン島（ヌズワニ島）の最大都市であるムツァムドゥ生まれ。シーア派イスラム教を信仰し、アーヤトッラーの称号を持つ。アンジュアン島出身者で初めて、コモロの大統領になった人物でもある。

### 個人
妻帯者で、7人の子供を持つ。マットレスや飲料水、そしてコモロの主要輸出品の1つである香料などを生産する加工工場を保持している。アンジュアン島のムツァムドゥには、それらを販売するサンビ所有のマットレスの家と呼ばれる店舗が存在する。また、ウレジ(コモロ語で教育を意味する)というテレビ放送局の創立者でもある。

### 宗教家として
コモロを代表するウラマーである。スーダン、サウジアラビア、イランへ留学し、イスラム学問を学んだ。イランへの留学中に、アーヤトッラーの称号を得た。そのためか、親イラン派でもある。

### 政治家として
貧困問題への対策や、雇用創出、コモロ国家崩壊危機の回避を掲げ、2006年5月14日の大統領選挙に無所属候補として出馬し、アザリ・アスマニ大統領（当時）の支援を受けたイブラヒム・ハリディや、フランス空軍の退役軍人で連合議会副議長などを歴任したモハメド・ジャーンファリなどを退け、58.02%の得票で当選した。宗教家であるが、コモロをイスラム国家へと改変することを否定し、女性の社会進出を擁護している。2011年5月26日に大統領を退任。

### 大統領退任後
大統領の再選を可能とする憲法改正案に反対の立場を取り、2018年7月の国民投票実施にも反対の立場だった。同年5月、公の秩序を保持するという理由で逮捕され、自宅に軟禁状態となる。8月にはパスポート不正の容疑で逮捕された。